# Moya (Las Palmas)
Moya er en by og kommune i det sydvestlige Spanien på øen Gran Canaria i provinsen Las Palmas, De Kanariske Øer. Den har et indbyggertal på 7.987 (2024) indbyggere.